# Tapiridae

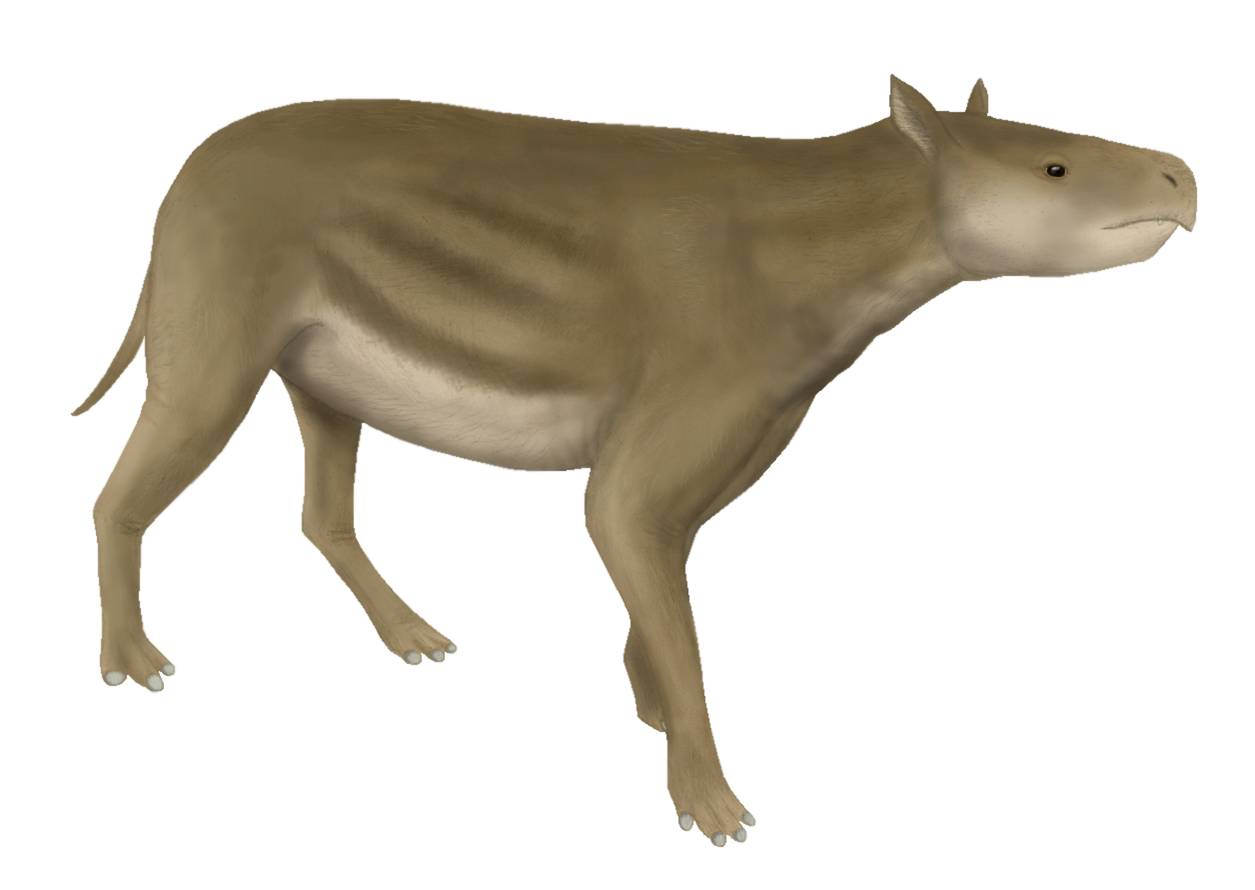
Heptodon

Los tapíridos (Tapiridae) son una familia de mamíferos perisodáctilos del suborden de los ceratomorfos, con un solo género actual, Tapirus, y cinco especies. Sus parientes vivos más próximos son los rinocerontes. 
Actualmente encontramos tres especies oriundas del continente americano y una de la península Malaya y la isla de Sumatra. Pero en el pasado su área de distribución fue mucho mayor y con un gran número de especies fósiles. Los tapires americanos tienen el cuerpo de color pardo rojizo. La especie asiática es pardo oscuro con el tronco y el lomo blanco. 
Los tapires son animales ariscos, huidizos y solitarios. Habitan en los bosques, las selvas y las praderas, y pueden ser nocturnos. Nunca se alejan del agua, de hecho, siempre que se sienten amenazados, escapan al río, lago, o pantano más cercano. Son buenos nadadores y acostumbran a sumergirse y bucear hasta 3 minutos si es necesario. Corren velozmente, y escalan con habilidad.

## Historia evolutiva
La familia de los Helatétidos, una familia de tapires extinguidos más primitiva que vivió en el Eoceno, está representada por animales muy similares a los tapires actuales, pero más ligeros y sin trompa.
Eran animales más pequeños y aún no habían desarrollado la probóscide.
El género fósil Heptodon (Heptodon calciculus, Heptodon posticus...) era muy similar a su pariente Helatetes.
La familia tapíridos se extendió durante el Mioceno por Eurasia: Europa, India,  China y península  Indochina, hasta la isla de Java   y América del Norte, donde estuvo a punto de extinguirse en el Plioceno debido a la reducción paulatina de masa forestal. Por suerte para los tapires, Sudamérica se unió a Norteamérica hace 3 millones de años, otorgándoles una vía de escape hacia las grandes selvas del sur.
Se trata de animales bastante primitivos, los primeros representantes fósiles de la familia se encuentran ya en el Eoceno de Eurasia, hace unos 55 millones de años, donde se observan algunas características que estaban presentes también en los Hyracotherium, antiguos ancestros de los tapires actuales. 
Los rasgos característicos de los tapires son el cuerpo sólido, las patas y el rabo cortos, la cabeza grande con un hocico corto y flexible y el cuello reducido. Los pies presentan cuatro dedos en las patas delanteras y tres en las traseras; similares a los de los más antiguos ceratomorfos aparecieron al comienzo mismo de la evolución de los perisodáctilos y se han mantenido inalterables desde entonces.
Los cambios producidos parecen haberlos hecho más anfibios. 
La trompa es una adaptación muy útil, que los tapires emplean como un instrumento sensible que les sirve para acercar y atrapar las ramas y las hojas de que se alimentan y bucear con mayor facilidad. La especie asiática tiene una trompa mayor. Los tapiridos ya existían al principio del Oligoceno, hace alrededor de 40 millones de años. Se supone que las poblaciones actuales de tapires, el sudeste asiático y América central y del sur alcanzaron sus lugares actuales porque emigraron por tierra antes que los continentes se apartaran poco a poco. Ya no queda ninguno en el norte de Eurasia, el territorio original del grupo. Los pocos cambios que ha sufrido el grupo y lo remoto de su evolución indican lo bien adaptados que han estado y están a su hábitat. 
Hyracotherium de la familia Palaeotheriidae es considerado un ancestro de Selenida,  Tapiromorpha e Hippomorpha. Se trata de un animal cuadrúpedo del Eoceno, hace de 60 a 45 millones de años. Era un pequeño herbívoro del tamaño de un zorro, como los tapires, tenía cuatro dedos en las patas delanteras y tres en las traseras, protegidos por pezuñas, siendo el central más largo. Se parecía al condilartro Phenacodus; tenía una dentición completa, con premolares trituberculados y molares cuadrados bunodontos con dos crestas transversales. La locomoción, en las formas primitivas, era digitígrada.
Los tapires evolucionaron en Norteamérica

## Taxonomía
Los tapíridos actuales están incluidos en un único género, aunque incluyen también otros 9 géneros extintos, y posiblemente el género Tapiriscus también forme parte de la familia:
- Nexuotapirus †
- Plesiocolopirus †
- Protapirus †
- Eotapirus †
- Palaeotapirus †
- Paratapirus †
- Tapiravus †
- Megatapirus †
- Miotapirus †
- ¿Tapiriscus? †
- Tapirus

## Galería

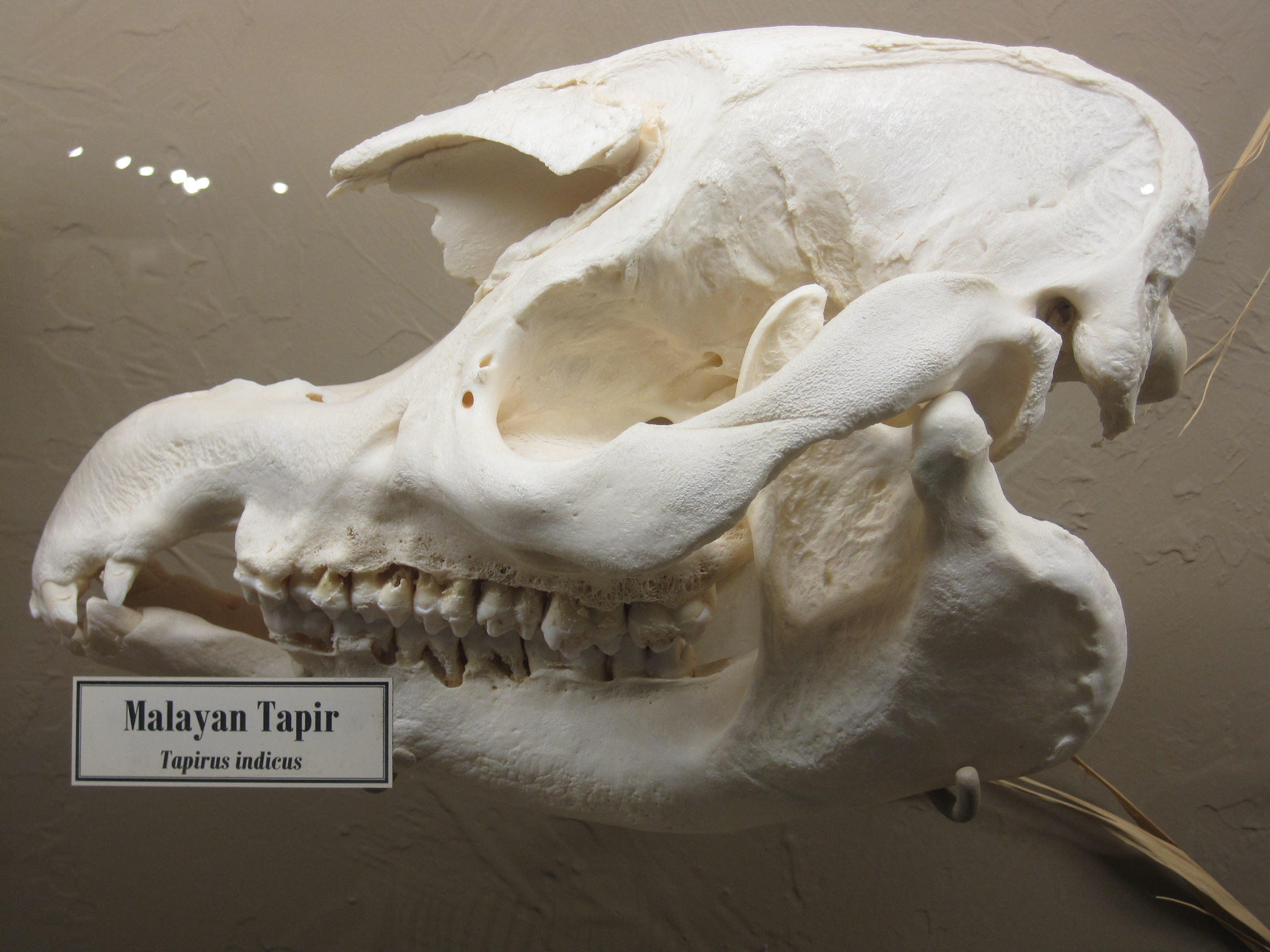
Tapir malayo
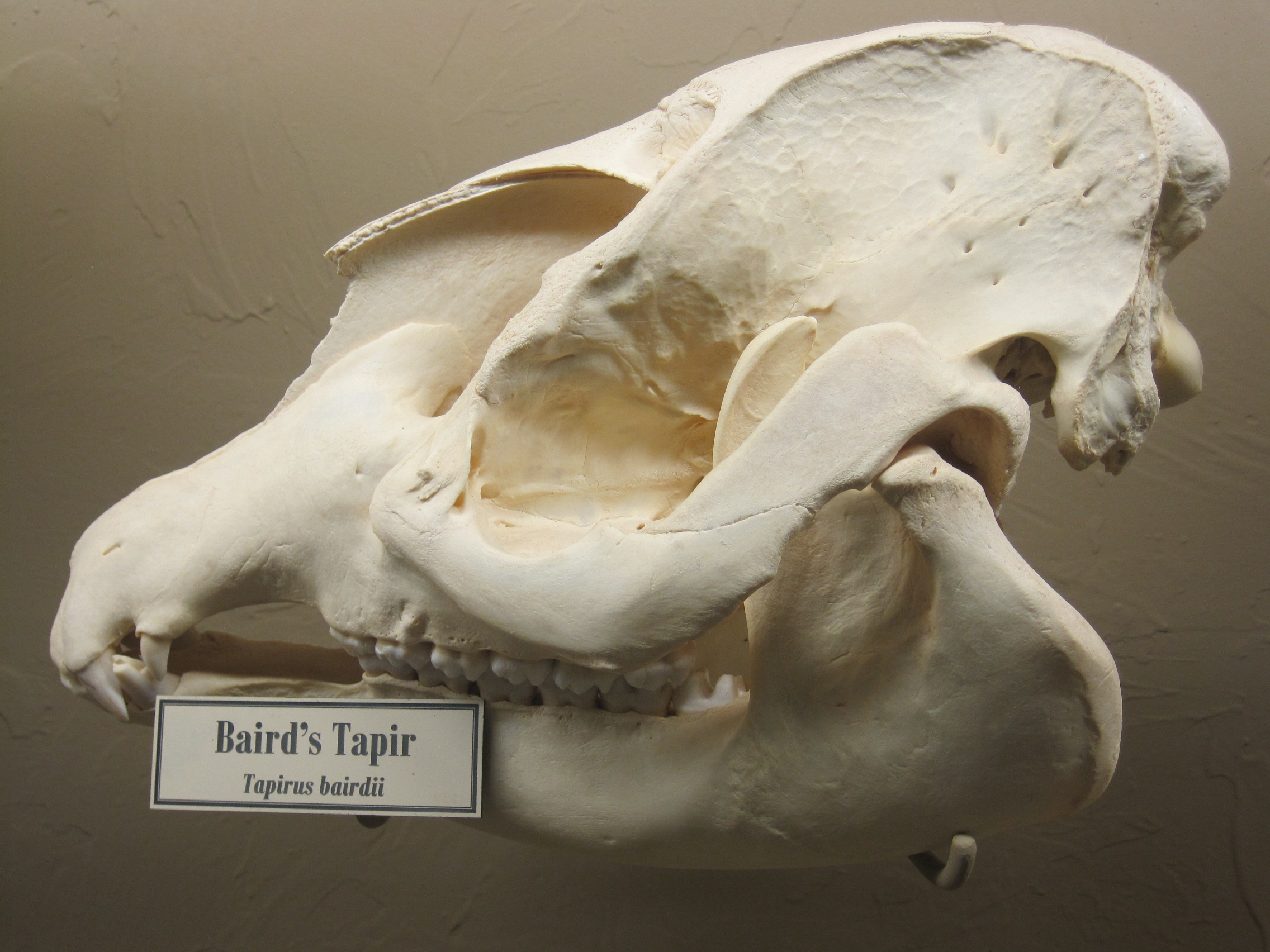
Tapir centroamericano
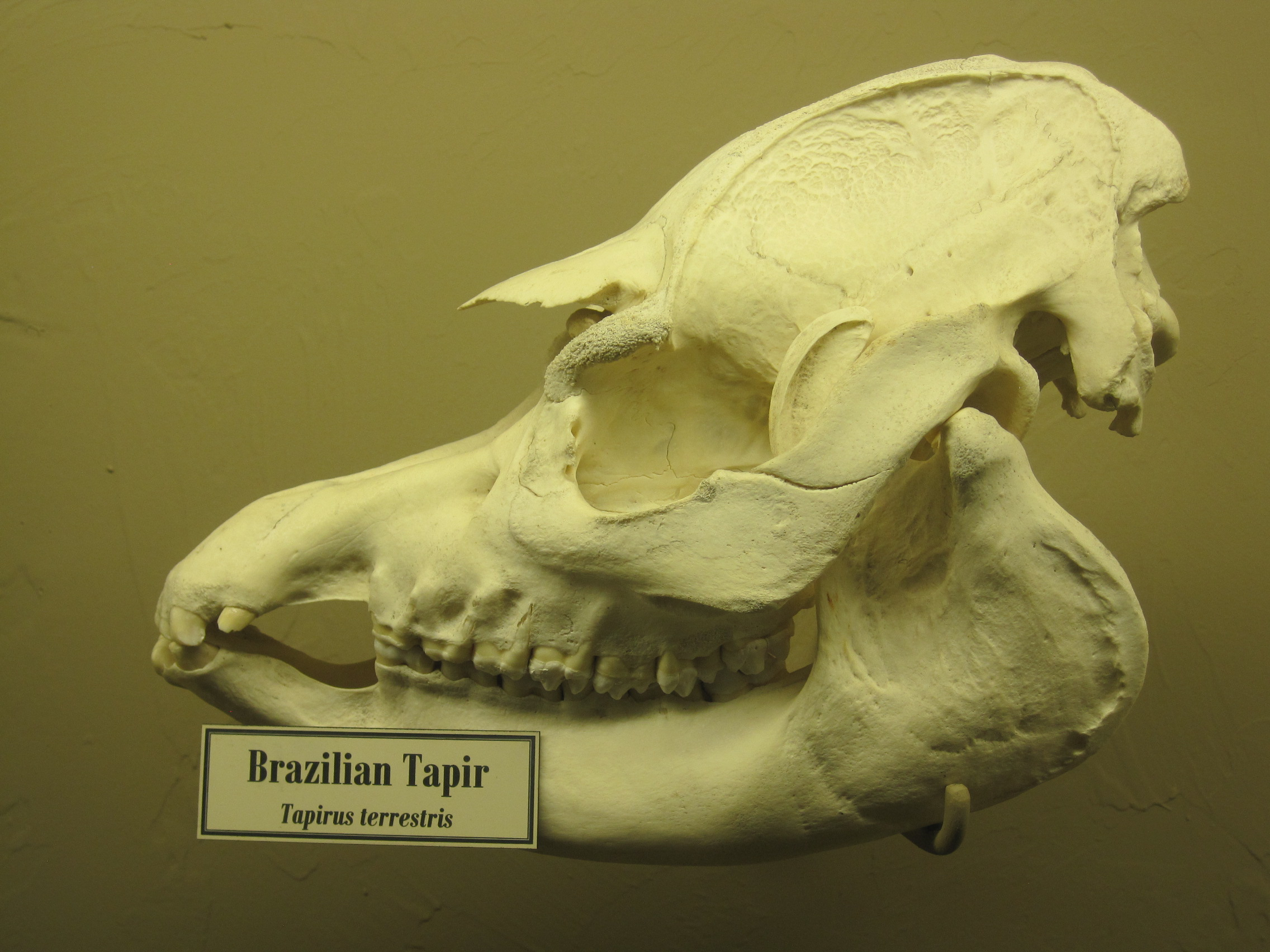
Tapir amazónico
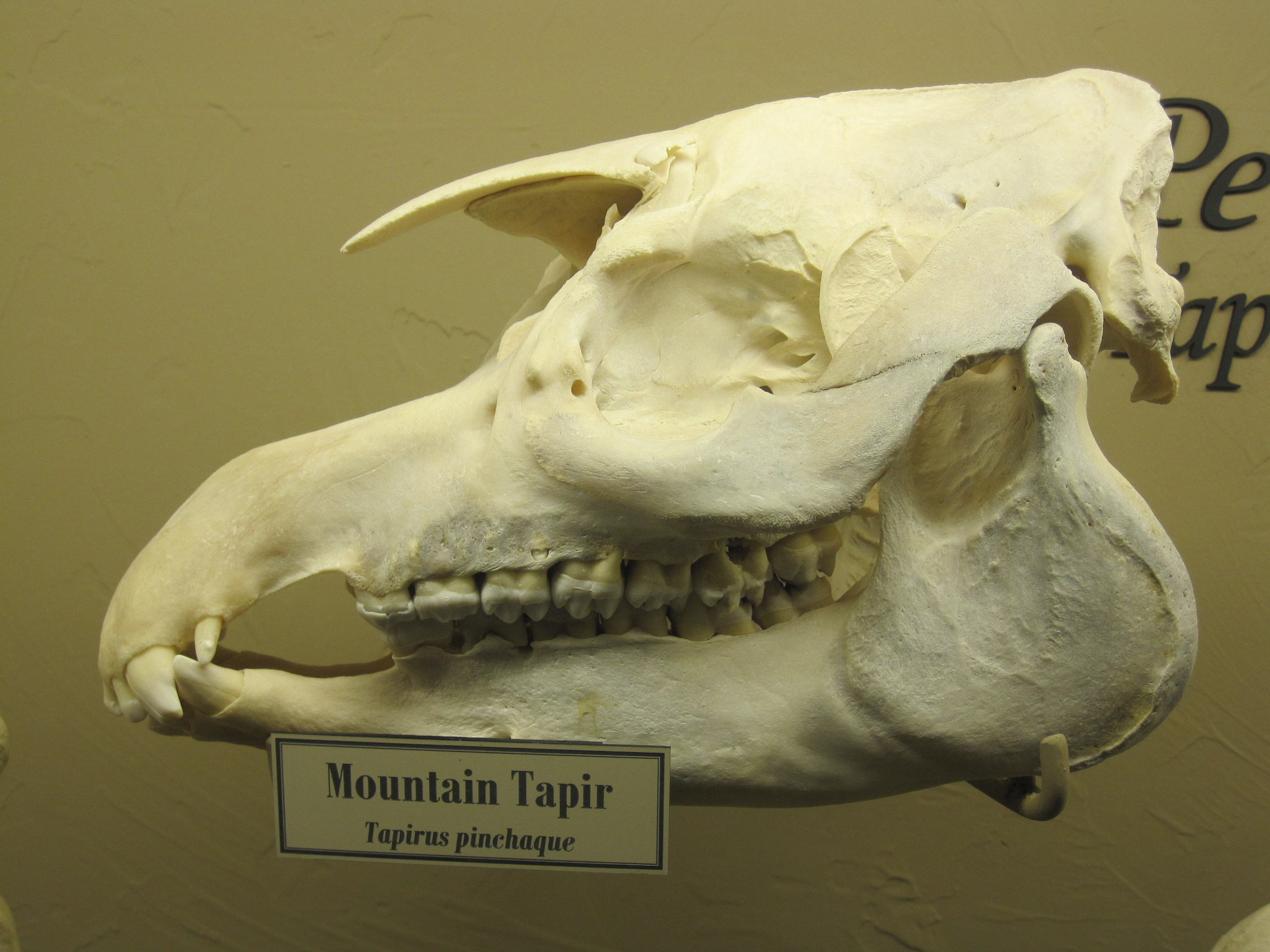
Tapir andino